# Кашина Понте Патини (Асти)
Кашина Понте Патини је насеље у Италији у округу Асти, региону Пијемонт.
Према процени из 2011. у насељу је живело 22 становника. Насеље се налази на надморској висини од 148 м.